# Рожищенський сироробний завод
Рожищенський сироробний завод — промислове підприємство в місті Рожище Волинської області.

## Історія
Рожищенський сироробний завод побудований 1973 року відповідно до дев'ятого п'ятирічного плану розвитку народного господарства СРСР і за радянських часів входив до числа найбільших підприємств міста.
Після проголошення незалежності України завод перейшов у підпорядкування міністерства сільського господарства й продовольства України.
У травні 1995 року Кабінет Міністрів України затвердив рішення про приватизацію сироробного заводу, після чого державне підприємство було перетворене у відкрите акціонерне товариство.
У 2004 році на підприємстві побудували камеру для дозрівання твердого сиру, у 2005 році — ввели в експлуатацію нову низькотемпературну холодильну камеру зберігання масла потужністю 400 тонн й холодильну камеру зберігання готової продукції на 100 тонн.
У 2007 році був запущений новий цех сушки молочної сироватки потужністю 7 тонн на добу.
У 2008 році на підприємстві запрацювала автоматизована лінія фасування твердого сиру.
У серпні 2010 року Антимонопольний комітет України оштрафував завод за недобросовісну конкуренцію у зв'язку з порушенням маркування виробленого спреда.
Початок економічної кризи 2008 року погіршив становище підприємства.
У 2011 році становище заводу знову погіршилося і в грудні 2012 року підприємство було зупинене.
17 травня 2013 року завод увійшов до складу групи компаній «Terra Food» й на початку червня 2013 року відновив виробництво.

## Сучасний стан

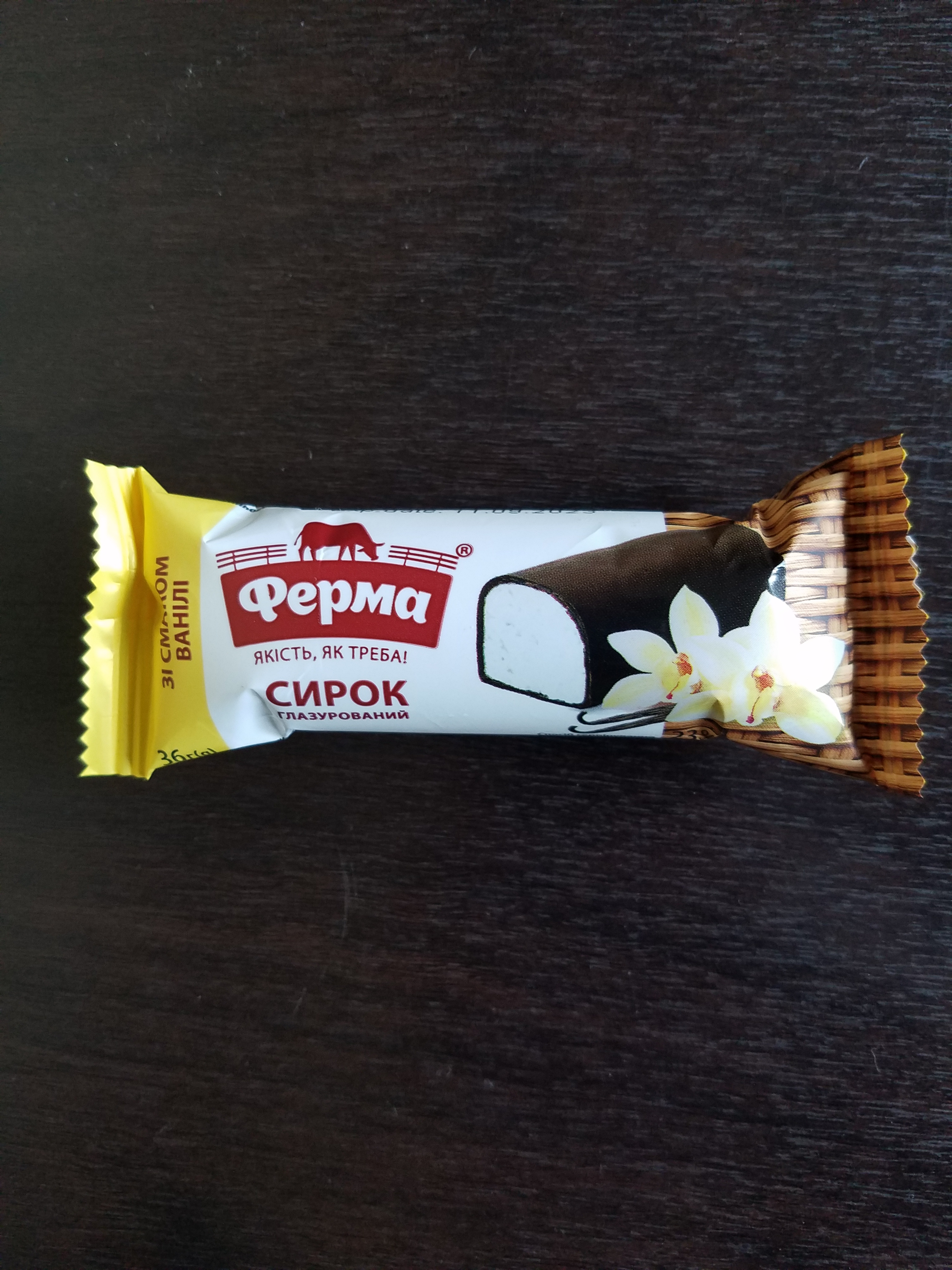
Глазурований сирок «Ферма» виробництва «Рожищенського сироробного заводу». Липень 2023 року.

Підприємство виробляє тверді й м'які сири («Голландський», «Буковинський», «Славутич», «Російський», «Дуплет», «Мармуровий», «Фамільний», «Сметанковий» й ін.), декілька видів плавлених ковбасних сирів, а також вершкове масло.
Виробничі потужності заводу забезпечують можливість переробки 200 тонн молока на добу й виробництва 19 тонн сиру на добу.
У зв'язку з використанням аміаку в технологічних процесах, відноситься до категорії об'єктів підвищеної небезпеки.